# Rani Mukerji
Rani Mukherjee, actualment transcrit com Mukerji (Calcuta, Bengala Occidental, 21 de març de 1978), és una actriu índia que actua en pel·lícules de Bollywood. Forma part de la important família del cinema indi Mukherjee-Samarth.
Va actuar per primera vegada amb 14 anys sota la direcció del seu pare, Ram Mukherjee, però va debutar veritablement quan tenia 19 anys en l'obra Raja Ki Aayegi Baraat (1997). Si aquesta pel·lícula no va ser cap èxit, va permetre que la descobrissin l'actor Aamir Khan, que li va proposar ser l'heroïna de Ghulam, i el director Karan Johar, que la va fer actuar en el film culte Kuch Kuch Hota Hai junt amb Shahrukh Khan i Kajol. Gràcies a aquests dos papers Rani va esdevenir cèlebre, guanyant el Filmfare Award a la millor actriu secundària pel seu personatge de Tina en la segona pel·lícula esmentada.
Entre el 1999 i el 2001 va participar en nombrosos rodatges sense atreure gaire l'atenció fins a retrobar l'èxit de públic i de crítica amb Saathiya (2002), obtenint el Filmfare Award de la crítica a la millor actriu.
El 2005 va ser l'any de la seva consagració: en les sessions dels Filmfare Awards i dels IIFA Awards d'aquell any va rebre alhora el premi a la millor actriu, pel seu paper d'una jove que retroba les ganes de viure a la comèdia romàntica Hum Tum, el premi a la millor actriu secundària pel paper d'una dona maltractada en el drama Yuva, de Mani Ratnam, i encara aquest mateix premi pel seu rol d'advocada pakistanesa en el drama romàntic Veer-Zaara, de Yash Chopra. L'any següent va tornar a guanyar el premi a la millor actriu, així com el premi especial de la crítica, pel seu personatge de sordcega en la pel·lícula Black, de Sanjay Leela Bhansali, imposant-se així com una de les actrius índies més versàtils de la seva generació.

## Filmografia
| Any  | Pel·lícula                      | Director              | Paper                               | Notes |
| ---- | ------------------------------- | --------------------- | ----------------------------------- | --- |
| 1992 | Biyer Phool                     | Ram Mukherjee         |                                     | Cameo |
| 1997 | Raja Ki Aayegi Baraat           | Ashok Gaekwad         | Mala                                | |
| 1998 | Ghulam                          | Vikram Bhatt          | Alisha                              | |
| 1998 | Kuch Kuch Hota Hai              | Karan Johar           | Tina Malhotra                       | Guanyadora, Filmfare Award a la millor actriu secundària                                                    |
| 1998 | Mehndi                          | Hamid Ali Khan        | Pooja                               | |
| 1999 | Mann                            | Indra Kumar           |                                     | Aparició especial a la cançó Kaali Naagin Ke                                                                |
| 1999 | Hello Brother                   | Sohail Khan           | Rani                                | |
| 2000 | Badal                           | Raj Kanwar            | Rani                                | |
| 2000 | Hey Ram                         | Kamal Haasan          | Aparna Ram                          | pel·lícula tàmil                                                                                            |
| 2000 | Hadh Kar Di Aapne               | Manoj Agrawal         | Anjali Khanna                       | |
| 2000 | Bichhoo                         | Guddu Dhanoa          | Kiran Bali                          | |
| 2000 | Har Dil Jo Pyar Karega          | Raj Kanwar            | Pooja Oberoi                        | Nominada, Filmfare Award a la millor actriu secundària                                                      |
| 2000 | Kahin Pyaar Na Ho Jaaye         | K. Muralimohana Rao   | Priya Sharma                        | |
| 2001 | Chori Chori Chupke Chupke       | Abbas-Mustan          | Priya Malhotra                      | |
| 2001 | Bas Itna Sa Khwaab Hai          | Goldie Behl           | Pooja Shrivastav                    | |
| 2001 | Nayak: The Real Hero            | S. Shankar            | Manjari                             | |
| 2001 | Kabhi Khushi Kabhie Gham        | Karan Johar           | Naina Kapoor                        | Cameo |
| 2002 | Pyaar Diwana Hota Hai           | Kirti Kumar           | Payal Khuranna                      | |
| 2002 | Mujhse Dosti Karoge!            | Kunal Kohli           | Pooja Sahani                        | |
| 2002 | Saathiya                        | Shaad Ali             | Dr. Suhani Sharma/Sehgal            | Guanyadora, Filmfare Award de la crítica a la millor actuació Nominada, Filmfare Award a la millor actriu   |
| 2002 | Chalo Ishq Ladaaye              | Aziz Sejawal          | Sapna                               | |
| 2003 | Chalte Chalte                   | Aziz Mirza            | Priya Chopra                        | Nominada, Filmfare Award a la millor actriu                                                                 |
| 2003 | Chori Chori                     | Milan Luthria         | Khushi Malhotra                     | |
| 2003 | Calcutta Mail                   | Sudhir Mishra         | Reema/Bulbul                        | |
| 2003 | Kal Ho Naa Ho                   | Nikhil Advani         |                                     | Aparició especial a la cançó Mahi Ve                                                                        |
| 2003 | LOC Kargil                      | J. P. Dutta           | Hema                                | |
| 2004 | Yuva                            | Mani Ratnam           | Sashi Biswas                        | Guanyadora, Filmfare Award a la millor actriu secundària                                                    |
| 2004 | Hum Tum                         | Kunal Kohli           | Rhea Prakash                        | Guanyadora, Filmfare Award a la millor actriu                                                               |
| 2004 | Veer-Zaara                      | Yash Chopra           | Saamiya Siddiqui                    | Nominada, Filmfare Award a la millor actriu secundària                                                      |
| 2005 | Black                           | Sanjay Leela Bhansali | Michelle McNally                    | Guanyadora, Filmfare Award a la millor actriu Guanyadora, Filmfare Award de la crítica a la millor actuació |
| 2005 | Bunty Aur Babli                 | Shaad Ali             | Vimmi Saluja (Babli)                | Nominada, Filmfare Award a la millor actriu                                                                 |
| 2005 | Paheli                          | Amol Palekar          | Lachchi Bhanwarlal                  | |
| 2005 | Mangal Pandey: The Rising       | Ketan Mehta           | Heera                               | |
| 2006 | Kabhi Alvida Naa Kehna          | Karan Johar           | Maya Talwar                         | Nominada, Filmfare Award a la millor actriu                                                                 |
| 2006 | Baabul                          | Ravi Chopra           | Malvika "Milli" Talwar/Kapoor       | |
| 2007 | Ta Ra Rum Pum                   | Siddharth Anand       | Radhika Shekar Rai Banerjee (Shona) | |
| 2007 | Laaga Chunari Mein Daag         | Pradeep Sarkar        | Vibhavari Sahay (Badki)/ Natasha    | Nominada, Filmfare Award a la millor actiu secundària                                                       |
| 2007 | Saawariya                       | Sanjay Leela Bhansali | Gulabji                             | Nominada, Filmfare Award a la millor actriu secundària                                                      |
| 2007 | Om Shanti Om                    | Farah Khan            | ella mateixa                        | Aparició especial a la cançó Deewangi Deewangi                                                              |
| 2008 | Thoda Pyaar Thoda Magic         | Kunal Kohli           | Geeta                               | |
| 2008 | Rab Ne Bana Di Jodi             | Aditya Chopra         |                                     | Aparició especial a la cançó Phir Milenge Chalte Chalte                                                     |
| 2009 | Luck by Chance                  | Zoya Akhtar           | ella mateixa                        | Aparició especial                                                                                           |
| 2009 | Dil Bole Hadippa!               | Anurag Singh          | Veera Kaur/Veer Pratap Singh        | |
| 2011 | No One Killed Jessica           | Rajkumar Gupta        | Meera                               | Guanyadora, Filmfare Award a la millor actriu secundària                                                    |
| 2012 | Aiyyaa                          |                       | Meenakshi Deshpande                 | |
| 2012 | Talaash: The Answer Lies Within |                       | Roshni Shekhawat                    | Nominada, Filmfare Award a la millor actriu secundària                                                      |
| 2013 | Bombay Talkies                  |                       | Gayatri                             | |